# (405207) Konstanz
(405207) Konstanz es un asteroide perteneciente al cinturón de asteroides, descubierto el 24 de mayo de 2003 por el equipo del Observatorio Kleť desde el Observatorio Kleť, České Budějovice, República Checa.

## Designación y nombre
Designado provisionalmente como 2003 KP18. Fue nombrado en homenaje a Konstanz, provincia del suroeste de Alemania.

## Características orbitales
Konstanz está situado a una distancia media del Sol de 3,066 ua, pudiendo alejarse hasta 4,141 ua y acercarse hasta 1,991 ua. Su excentricidad es 0,350 y la inclinación orbital 24,42 grados. Emplea 1961 días en completar una órbita alrededor del Sol.

## Características físicas
La magnitud absoluta de Konstanz es 16,3.